# Хосе Ортигоза
Хосе Ортигоза (1. април 1987) је парагвајски фудбалер.

## Репрезентација
За репрезентацију Парагваја дебитовао је 2010. године. За национални тим одиграо је 6 утакмица и постигао 3 гола.

## Статистика
| Парагвај | Парагвај | Парагвај |
| Год.     | Ута.     | Гол.     |
| -------- | -------- | -------- |
| 2010     | 3        | 2        |
| 2011     | 0        | 0        |
| 2012     | 2        | 1        |
| 2013     | 0        | 0        |
| 2014     | 0        | 0        |
| 2015     | 1        | 0        |
| Укупно   | 6        | 3        |